# Kirchenwiedereintritt
Der Kirchenwiedereintritt ist die Rückkehr von getauften Christen in ihre ursprüngliche Kirche (Konfession). Davon unterschieden wird der Übertritt und die Aufnahme in eine andere Kirche, Konfession oder Religion.

## Evangelische Kirche in Deutschland (EKD)
Bei dem umgangssprachlich so bezeichneten „Wiedereintritt“ handelt es sich nach evangelischem Verständnis eigentlich um eine Wiederaufnahme. In dieser Unterscheidung kommt zum Ausdruck, dass bei einer Aufnahme der Aufnehmende (hier die Kirche) mitentscheidet und die Rechtshandlung nicht allein vom Willen des Eintretenden abhängt.
Für die Wiederaufnahme (auch „Wiedereintritt“, früher in einer Evangelischen Landeskirche gewesen und ausgetreten), Übertritt (Aufgabe der bisherigen Mitgliedschaft in einer anderen christlichen Glaubensgemeinschaft ohne vorherigen Austritt mit bürgerlicher Wirkung) und Aufnahme (vorheriger Austritt mit bürgerlicher Wirkung aus einer anderen christlichen Glaubensgemeinschaft) sind in Deutschland folgende Daten notwendig:
- (alle) Vorname(n) und Nachname
- Geburtsdatum und Geburtsort (sowie gegebenenfalls der Geburtsname)
- Taufdatum und Taufort (sowie gegebenenfalls der Nachname bei der Taufe)
- Datum und Ort des Kirchenaustritts (entfällt beim Übertritt)

Der „Wiedereintritt“ kann in Deutschland bei jedem Pfarramt geschehen, vorzugsweise beim Ortspfarramt des Wohnsitzes des Antragstellers. Der Pfarrer wird in einem seelsorgerlichen Gespräch, das nicht schriftlich oder per E-Mail stattfinden kann, die Gründe für den Austritt und die angestrebte Wiederaufnahme, den Übertritt bzw. die Aufnahme erfragen. Auch Fragen nach den Lebensumständen und etwaigen seelsorgerlichen Anliegen kommen häufig im Gespräch vor. Es geht jedoch nicht um eine Glaubensprüfung. Einige Landeskirchen geben auch die Möglichkeit, das notwendige Gespräch telefonisch zu führen.
In vielen Landeskirchen gibt es City-Pfarrämter, Kirchenläden und Wiedereintrittsstellen, bei denen der Schritt niedrigschwellig vollzogen werden kann. Jährlich treten etwa 40.000 Menschen wieder in die Evangelische Kirche ein oder aus einer anderen Kirche über. Die Wiedereintritt- und Übertrittszahlen liegen in der Katholischen Kirche bei etwa 10.000 Personen.
Die Wiederaufnahme, der Übertritt und die Aufnahme können in oder nach einem (Abendmahls-)Gottesdienst (mit Zeugen) vollzogen werden. Eine Wiedertaufe findet nicht statt. Die erstmalige Aufnahme in eine Kirche geschieht mit der Taufe. Folge der Wiederaufnahme ist die Zurückerlangung der Rechte und Pflichten aus der Kirchenmitgliedschaft. Auch nach evangelischem Verständnis führt der Kirchenaustritt innerkirchlich nicht zur Beendigung der Kirchenmitgliedschaft, sondern nur zum Verlust der Rechte und Pflichten aus der Kirchenmitgliedschaft. Folge sowohl von Übertritt als auch von Aufnahme ist der Erwerb der Kirchenmitgliedschaft.

### Gesetzliche Grundlage
Die gesetzliche Grundlage ist das Kirchenmitgliedsschaftsgesetz der EKD (insbesondere §§ 7ff.) in Verbindung mit den jeweiligen Kirchenmitgliedschaftsverordnungen (KMVO) der Landeskirchen. Mit dem (Wieder-)Eintritt in die evangelische Kirche entsteht in Deutschland auch wieder die Kirchensteuerpflicht des Eintretenden.

## Römisch-katholische Kirche

### Katholische Kirche in Deutschland
Bei dem Wiedereintritt in die Katholische Kirche steht das Gespräch mit dem Pfarrer/Priester im Vordergrund. Nach Gesprächen des Kennenlernens und auch über die Gründe des Wiedereintritts stellt der Geistliche den Kandidaten für den Wiedereintritt dem Bischof vor – meist über einen Brief – und bittet um die Wiederaufnahme in die Kirche.
In einem feierlichen Rahmen – entweder eine kleine Feier mit dem Pfarrer und zwei Zeugen – oder auch in einem größeren Gottesdienst – wird der Kandidat in die Gemeinschaft wiederaufgenommen.
Über ein bundesweites Internetportal zum Wiedereintritt ermöglicht die römisch-katholische Kirche in Deutschland eine unkomplizierte Kontaktaufnahme zu Mitarbeitern, mit denen man alle Fragen zu einem möglichen Eintritt in die Kirche oder Kirchenwiedereintritt besprechen kann.
Die südwestdeutschen Bistümer Fulda, Limburg, Speyer, Mainz und Trier haben eine eigene Initiative gestartet, die für den Eintritt in die katholische Kirche wirbt.

### Katholische Kirche in Österreich
Die österreichischen Erzdiözesen und Diözesen betreiben ein gemeinsames Internetportal, das über die Fragen zum Wiedereintritt (amtlich: „Reversion“) informiert. Der Kirchenwiedereintritt muss nicht in der Pfarrei des Wohnortes erfolgen, man kann sich auch an die entsprechenden Diözesanansprechpartner wenden. Die Feier der Wiederaufnahme kann nach Wahl des Eintretenden schlicht in der Pfarrkanzlei, als Feier mit einer Kleinstgruppe oder im Rahmen eines Gottesdienstes durchgeführt werden.

### Katholische Kirche in der Schweiz
In der Schweiz betreiben die katholische Kirche und die evangelische Kirche ein gemeinsames Internetportal zum Wiedereintritt. Über ein Kontaktformular können rückkehrende Katholiken die Verbindung zum entsprechenden katholischen Bistum herstellen.

## Selbständige Evangelisch-Lutherische Kirche (SELK)
Der Wiedereintritt in die Selbständige Evangelisch-Lutherische Kirche (SELK) erfolgt bei einem lutherischen Pfarramt dieser Kirche. Der Pfarrer wird den Antragsteller um ein Gespräch bitten, um ihn kennenzulernen und um die Gründe des Wiedereintritts zu erfahren. Nach dem Gespräch kann der Pfarrer den, der um Aufnahme bittet, in die Gemeinde aufnehmen. Je nach Gemeindeordnung ist ggf. der Kirchenvorstand zu hören. Die Letztverantwortung liegt jedoch beim Pfarrer. Es gelten die entsprechenden Gemeindeordnungen in Anlehnung an die Mustergemeindeordnung der Kirchlichen Ordnungen der SELK.
Der Wiedereintritt wird durch die Teilnahme am Heiligen Abendmahl vollzogen. Der Gemeinde wird der Eintritt im Gottesdienst unter „Abkündigungen“ bekannt gegeben und im Gemeindebrief veröffentlicht.
Eine Wiedertaufe findet nicht statt. Die erste Aufnahme geschieht durch die Taufe.

## Evangelisch-Freikirchliche Gemeinden / Baptisten
Ein Wiedereintritt in eine Evangelisch-Freikirchliche Gemeinde kann nur in direktem Kontakt zu einer örtlichen Gemeinde dieser Freikirche erfolgen. Dabei geht es allerdings nicht so sehr um einen Wiedereintritt, eher um eine Wiederaufnahme. In der Regel erfolgt die Wiederaufnahme auf folgende Weise: Die eintrittswillige Person sucht das persönliche Gespräch mit dem Ortspastor oder einem der Gemeindeältesten. Hier wird unter anderem nach den Gründen des früheren Austritts und nach der gegenwärtigen Sicht dieser Gründe gefragt. Entscheidende Voraussetzung für einen Wiedereintritt ist der persönliche Glaube an Jesus Christus. Im Zusammenhang einer Wiederaufnahme wird oft auch die frühere Ortsgemeinde des Eintrittswilligen um eine Stellungnahme gebeten.
Befürwortet die Gemeindeleitung die Wiederaufnahme, wird der Eintrittswillige gebeten, vor den versammelten Gemeindemitgliedern seinen Wunsch zu äußern. Die Gemeindeversammlung stimmt daraufhin über dieses Begehren ab.